# هربرت ناخبار

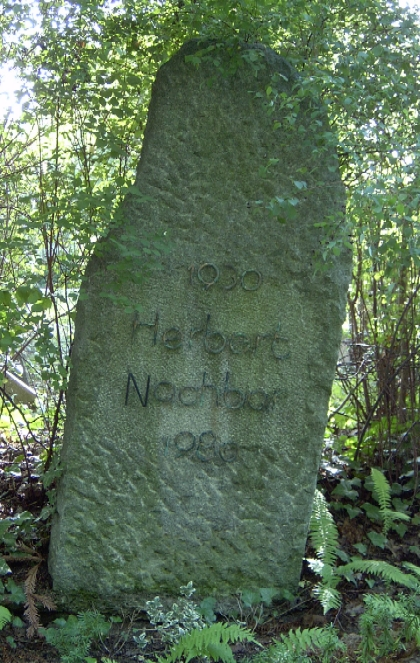
حجر قبر هربرت ناخبار

هربرت ناخبار Herbert Nachbar (فبراير 1930 – مايو 1980) هو كاتب روائي ألماني.

## حياته
ولد هربرت ناخبار ابنا لصياد سمك. وحصل على شهادة الثانوية سنة 1950, ثم درس الطب في جامعة هومبولدت في برلين, وبعد عام واحد ترك الدراسة. وحتى عام 1953 عمل ناخبار مراسلا محليا ومحررا في العديد من الجرائد اليومية في برلين الشرقية. ومنذ عام 1957 عمل ككاتب حر.
ومات بعد صراع طويل مع المرض أقعده على كرسي متحرك منذ عام 1978.وكانت وفاته في 25 مايو 1980. وقد كان هربرت ناخبار عضوا في اتحاد الكتاب في ألمانيا الشرقية.

## أدبه
كتب ناخبار الروايات والقصص القصيرة. وفي رواياته الأولى يصف الحياة في قرى الصيادين الواقعة على شاطئ بحر البلطيق. وتتضمن رواياته أشياء من حياته الخاصة. وتتميز بعض أعماله المتأخرة بتأثرها بالأساطير التي كانت منتشرة في منطقة بحر البلطيق, وكذلك في البلاد الإسكندنافية. وتحمل أعمال ناخبار ملامح خيالية رومانسية.
وقد حصل ناخبار على جائزة هاينريش مان للأدب في عام 1957.

## أعماله
1. الجزيرة المسروقة 1958
2. زواج لينيكن 1960
3. قائد حربي يبحث عن أمه 1965
4. بيت تحت المطر 1965
5. ملايين كنوت برومر 1970
6. النجم القاتم 1973
7. الطريق إلى ساموا 1976
8. الرحلة الكبيرة 1982

## روابط خارجية
- هربرت ناخبار على موقع IMDb (الإنجليزية)